# Monstera oreophila
Monstera oreophila — це квіткова рослина з роду Монстера та родини Ароїдних.

## Розповсюдження
Monstera Oreophila походить з Коста-Рики та Панами.